# تسجيل عمودي

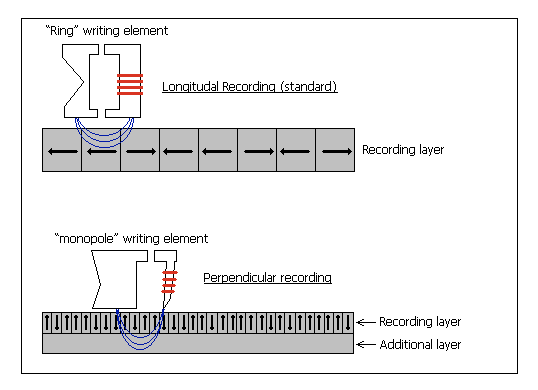

التسجيل العمودي هي تقنية لتسجيل البيانات على القرص الصلب والتي ثبت مزايها سنة 1976 على يد شون لاوسكي الأستاذ في جامعة طوكيو في اليابان

## المميزات
يسمح التسجيل العمودي بسرعة حفظ أسرع بثلاث مرات من التسجيل الطولي وقد أستفيد من هذا الأسلوب في التسجيل على الأقراص المرنة في سنة 1980 لكن لم يتمكن من الاعتماد على هذه التقنية. وفي سنة 2005 تم استخدام هذه التقنية في الأقراص الصلبة. قدرت حدود التسجيل الطولي في الأقراص الصلبة بـ 100 إلى 200 جيجا بايت لكل إنش مربع بس تأثير المغناطيسية الفائقة. بينما تصل حدود التسجيل باستخدام تقنية التسجيل العمودي إلى حوالي 1 تيرا بايت لكل إنش مربع.
وفي أغسطس 2010 بدأ تداول أجهزة بقدرات 667 جيجابايت للإنش المربعفي الأسواق